# Almira Castilho
Almira Castilho de Albuquerque (Olinda, 24 de agosto de 1924 — Recife, 26 de fevereiro de 2011) foi uma cantora, compositora e dançarina brasileira.
Foi parceira de Jackson do Pandeiro, com quem foi casada, em composições e apresentações no rádio e no cinema.

## Carreira
Bisneta materna de espanhóis e paterna de indígenas, Almira Castilho era professora. Iniciou sua carreira artística em 1954, participando do coro na apresentação de Sebastiana por Jackson do Pandeiro.
Foi rumbeira e radioatriz na Rádio Jornal do Commercio.

## Compositora
Compôs músicas com Jackson do Pandeiro e com Gordurinha.
Com Jackson, compôs:
- 1 x 1
- A mulher de Aníbal
- Forró em Limoeiro

Com Gordurinha, compôs
- Chiclete com Banana.

## No cinema
No cinema, Almira Castilho participou dos seguintes filmes:
- Minha Sogra É da Polícia (1958)
- O Batedor de Carteiras (1958)
- Aí Vem a Alegria (1960)
- O Viúvo Alegre (1960)
- Pequeno por Fora (1960)
- Cala a Boca, Etelvina (1960)
- Bom Mesmo É Carnaval (1962)
- Rio à Noite (1962)

## Casamento
Foi casada com Jackson do Pandeiro entre 1955 e 1967. Nesse tempo, foram parceiros em composições e interpretações.